# 川島理史
川島 理史（かわしま まさふみ、1952年 - ）は日本の政治家。元東京都大島町長（1期）。元大島町議会議員（4期）。

## 概要
東京都大島町岡田生まれ。東京都立大島高等学校、法政大学経済学部卒業。大学卒業後、大島の学習塾で講師を務める。1981年、東京都議会議員選挙に島部選挙区から無所属で出馬するが、落選。1995年、大島町議会議員選挙に日本共産党公認で出馬し、得票数トップで初当選する。以後4期16年間、大島町議会議員を務め、大島社会福祉協議会理事や同体育協会理事長を歴任する。
2011年、藤井静男大島町長の引退を受け、大島町長選挙に「新しい大島をめざす町民の会」から支持を受けて無所属（日本共産党推薦）で出馬する。町長選は元大島町議会議長ら、町政史上過去最多の7人の候補による混戦であったが、情報公開や地域産業振興、福祉の充実を訴えた川島が初当選を果たした。
川島は日本共産党員であり、町長選には無所属で出馬したものの党籍は町長就任後も引き続き有している。東京都では矢野裕狛江市長に続く2人目の日本共産党員首長であり（日本全国では9人目）、2012年の狛江市長選で矢野の後継候補が落選して以降は都内で唯一の共産党員首長であったが、2015年4月の町長選を迎えるにあたり同党を離党。自民党と公明党の推薦を受けた大島町地域整備課長を務めた三辻利弘に敗れ落選した。
2019年4月、返り咲きを目指して町長選に立候補したが現職の三辻に敗れ落選した。

## 2013年台風26号での対応
2013年10月16日に台風26号による土砂災害で大島町では大きな被害が発生した。台風という予測可能な災害にもかかわらず、町長の川島と副町長が二人とも島外出張に出ていたため、危機対応のあり方として批判を浴びた。川島は島根県隠岐の島町で日本ジオパーク全国大会に出席していたが、その後の懇親会及び二次会で飲酒していたことを認めた。